# Votivní mše
Votivní mše (latinsky missa votiva) má speciální zaměření. Neslaví se podle liturgie dne, tedy podle vztahu k liturgickému roku, ale používá odlišné čtení a modlitby. (Neužívají se ani obvyklé barvy té doby, nýbrž – červená za volbu papeže – fialová ve smírných obřadech, ke kterým vyzývá papež či biskup – bílá při výročích.)
Může jít o zvláštní prosby: za vládce, poutníky, zemřelé, zvláštní události: v době války, odvrácení pohrom, smíření nebo zvláštní příležitosti: křest, manželství, svěcení a výročí.